# The Manhattan Transfer (Album)
The Manhattan Transfer ist das zweite Album von The Manhattan Transfer.

## Hintergrund
Es ist das erste von vier Alben, die in der Besetzung Tim Hauser, Laurel Massé, Alan Paul und Janis Siegel veröffentlicht wurden, und das erste, das den Sound und den Stil, für den die Gruppe bekannt wurde, etablierte. Es wurde von Ahmet Ertegün und Tim Hauser produziert und am 2. April 1975 bei Atlantic Records veröffentlicht. Die Gruppe hatte bereits drei Jahre lang zusammen gespielt, bevor das Album veröffentlicht wurde. Ertegün, Gründer und Vorsitzender von Atlantic Records, sah sie bei einem ihrer Auftritte in dem New Yorker Kabarett Reno Sweeney. Er bot der Gruppe einen Vertrag an, den sie akzeptierten. Die Melodie des zwölften Titels, „Heart’s Desire“ ist praktisch identisch mit dem Lied von 1931 „That’s My Desire“, mit Musik von Helmy Kresa und einem Text von Carroll Loveday. The Manhattan Transfer erreichte am 3. Mai 1975 die Billboard Top Pop Album Charts, wo es bis auf Platz 33 kam. Die Single „Operator“ erreichte Platz 22 der Billboard Hot 100 Single-Charts. „Tuxedo Junction“ erreichte Platz 24 der britischen Popcharts.

## Rezeption
Shaun Considine besprach das Album im Mai 1975 in der The New York Times:

“Vocally, The Manhattan Transfer is one of the slickest group’s on today’s market. Their intro number, Tuxedo Junction, is a precise recreation of the 1940 Glenn Miller oldie, with the group’s four part vocal harmonies and jazz riffs supplanting the Miller instrumentals. They have done their homework; they have studied their old 78s in detail. In the honors section, Blue Champagne, a Dorsey beauty, and Candy evoke all of the magic and hazy charm of the 30’s and 40’s.”

„Gesanglich ist The Manhattan Transfer einer der raffiniertesten Gruppen auf dem heutigen Markt. Ihr Intro-Nummer, Tuxedo Junction, ist eine präzise Neuschöpfung des Glenn Miller Oldies aus dem Jahr 1940, in dem die vier Teil-Gesangsharmonien und Jazz-Riffs der Gruppe die Miller-Instrumentalmusik verdrängen. Sie haben ihre Hausaufgaben gemacht, sie haben ihre alten 78er im Detail untersucht. Im Ehrenteil erinnern Blue Champagne, ein wunderschönes Dorsey-Stück, und Candy an all die Magie und den diffusen Charme der 30er und 40er Jahre.“

Richard S. Ginell vergab bei Allmusic drei von fünf Sternen und schrieb über das Album:

“The Manhattan Transfer first came to the general public’s attention as a retro act, a nostalgic throwback in a era consumed with nostalgia […] As a result, this record seemed old when it came out, and it still sounds more than a little sappy, especially when one considers the astonishing growth of the Transfer since.”

„The Manhattan Transfer wurden von der breiten Öffentlichkeit zunächst als Retro-Act wahrgenommen, ein nostalgischer Rückfall in einer Ära, die sich nach Nostalgie verzehrte […] Als Ergebnis schien diese Platte alt zu sein, als sie herauskam, und sie klingt immer noch mehr als nur ein wenig kitschig, vor allem, wenn man die erstaunliche Entwicklung der Transfer seitdem bedenkt.“

## Albumstücke
1. Tuxedo Junction – 3:01 (Erskine Hawkins, William Johnson, Buddy Feyne, Julian Dash)
2. Sweet Talking Guy – 2:25 (Doug Morris, Elliot Greenberg)
3. Operator – 3:09 (William Spivery)
4. Candy – 3:26 (Mack David, Joan Whitney, Alex Kramer)
5. Gloria – 2:57 (Esther Navarro)
6. Clap Your Hands – 2:55 (Ira Newborn, The Manhattan Transfer)
7. That Cat Is High – 2:53 (J. Mayo Williams)
8. You Can Depend on Me – 3:30 (Earl Hines, Charles Carpenter)
9. Blue Champagne – 2:21 (Frank Ryerson, Grady Watts, Jimmy Eaton)
10. Java Jive – 2:44 (Milton Drake, Ben Oakland)
11. Occapella – 3:04 (Allen Toussaint)
12. Heart’s Desire – 2:36 (Hugh X. Lewis, George Cox, James Dozier, Ralph Ingram, Bernard Purdie)